# Лескано, Дарио
Дарио Лескано Мендоса (исп. Dario Lezcano Mendoza; родился 30 июня 1990 года в Асунсьон, Парагвай) — парагвайский футболист, нападающий клуба «Коло-Коло» и сборной Парагвая.

## Клубная карьера
Лескано начал карьеру в клубе «Спортиво Триниденсе». По окончании дебютного сезона он перешёл в швейцарский «Виль». В новой команде Дарио провёл несколько сезонов, выступая в Челлендж-лиге. В начале 2011 года он перешёл в более сильный Тун. 6 февраля в матче против Базеля Лескано дебютировал в швейцарской Суперлиге. В этом же поединке он забил свой первый гол за новую команду. В начале 2012 года Лескано присоединился к «Люцерну». 19 февраля в матче против «Лозанны» он дебютировал за новый клуб. 25 февраля в поединке против «Янг Бойз» Лескано сделал «дубль», забив свои первые голы за «Люцерн». В первом сезоне Дарио помог команду завоевать серебряные медали и выйти в финал Кубка Швейцарии.
В начале 2016 года Лексано перешёл в немецкий «Ингольштадт 04». 23 января в матче против «Майнц 05» он дебютировал в Бундеслиге. 12 марта в поединке против «Штутгарта» Дарио забил свой первый гол за «Ингольштадт».

## Международная карьера
14 октября 2015 года в отборочном матче чемпионата мира 2018 против сборной Аргентины Лескано дебютировал за сборную Парагвая. 18 ноября в поединке отбора против сборной Боливии он забил свой первый гол за национальную команду. 24 марта 2016 года в матче мировой квалификации против команды Эквадора Дарио сделал «дубль».
В 2016 году Лескано принял участие в Кубке Америки в США. На турнире он сыграл в матчах против команд Коста-Рики, США и Колумбии.

### Голы за сборную Парагвая
| #  | Дата           | Место                                    | Противник | Счёт | Результат | Соревнование                     |
| -- | -------------- | ---------------------------------------- | --------- | ---- | --------- | -------------------------------- |
| 1. | 17 ноября 2015 | Дефенсорес дель Чако, Асунсьон, Парагвай | Боливия   | 1:1  | 2:1       | Чемпионат мира 2018 квалификация |
| 2. | 24 марта 2016  | Атауальпа, Кито, Эквадор                 | Эквадор   | 1:1  | 2:2       | Чемпионат мира 2018 квалификация |
| 3. | 24 марта 2016  | Атауальпа, Кито, Эквадор                 | Эквадор   | 1:2  | 2:2       | Чемпионат мира 2018 квалификация |
| 4. | 30 марта 2016  | Дефенсорес дель Чако, Асунсьон, Парагвай | Бразилия  | 1:0  | 2:2       | Чемпионат мира 2018 квалификация |